# (32407) 2000 RT1
2000 RT1 (asteroide 32407) é um asteroide da cintura principal. Possui uma excentricidade de 0.05247590 e uma inclinação de 1.19797º.
Este asteroide foi descoberto no dia 1 de setembro de 2000 por LINEAR em Socorro.